# FC Dacia Chișinău
FC Dacia var en fodboldklub i den moldaviske hovedstad Chișinău. Klubben vandt sit første mesterskab i sæsonen 2010-11.
Tre gange har den været i pokalfinalen, 2005, 2009 og 2010, men tabt hver gang.

## Titler
- Moldaviske mestre (1): 2010-11
- Moldaviske pokalmestre (0):

## Historiske slutplaceringer
| Sæson     | Niveau | Liga              | Placering | Kilde | Notering             |
| --------- | ------ | ----------------- | --------- | ----- | -------------------- |
| 2010/2011 | 1.     | Divizia Națională | 1.        | [ 1 ] | Moldavisk mester     |
| 2011/2012 | 1.     | Divizia Națională | 2.        | [ 2 ] |                      |
| 2012/2013 | 1.     | Divizia Națională | 2.        | [ 3 ] |                      |
| 2013/2014 | 1.     | Divizia Națională | 5.        | [ 4 ] |                      |
| 2014/2015 | 1.     | Divizia Națională | 2.        | [ 5 ] |                      |
| 2015/2016 | 1.     | Divizia Națională | 2.        | [ 6 ] |                      |
| 2016/2017 | 1.     | Divizia Națională | 2.        | [ 7 ] |                      |
| 2017      | 1.     | Divizia Națională | 4.        | [ 8 ] | Ophørt (efter sæson) |
| 2018      | 1.     | Divizia Națională | X.        | [ 9 ] |                      |

## Europæiske deltagelse
| Sæson   | Runde      | Modstander   | Hjemme | Ude | Kommentar |
| ------- | ---------- | ------------ | ------ | --- | --------- |
| 2011-12 | 2. kvalif. | FC Zestafoni | 2-0    | 0-3 | -         |

| Sæson   | Runde      | Modstander  | Hjemme | Ude | Kommentar            |
| ------- | ---------- | ----------- | ------ | --- | -------------------- |
| 2005-06 | 1. runde   | FC Vaduz    | 0-2    | 1-0 | -                    |
| 2008-09 | 1. runde   | Borac Cacak | 1-1    | 1-3 | -                    |
| 2009-10 | 2. kvalif. | MŠK Žilina  | 0-2    | 0-1 | -                    |
| 2010-11 | 1. kvalif. | FK Zeta     | 0-0    | 1-1 | Videre på udebanemål |
| 2010-11 | 2. kvalif. | Kalmar FF   | 0-2    | 0-0 | -                    |

46°58′49.0″N 28°52′04.9″Ø / 46.980278°N 28.868028°Ø